# Печенгские тундры
Пе́ченгские ту́ндры (фин. Petsamontunturit) — горная гряда в Мурманской области.
Высшая точка гряды — вершина Куорпукас (631 м), а по другим данным 637,6 м. Другие возвышенности — Каесксамос (Кескитунтури, 350 м), Сяряслаки (555 м), Вильгискоддеоайви (518 м), Пильгуйоэнвара (276 м), Маттерт (список не исчерпывающий). Горы делят Печенгский район на две отличные климатические зоны: побережье Баренцева моря и хвойные леса, где климат более континентальный. Растительность в виде берёзы поднимается до границы в 200—300 м. Вершины возвышенностей безлесые.
В районе гор расположено несколько медно-никелевых месторождений.